# Anisodes sticta
Anisodes sticta là một loài bướm đêm trong họ Geometridae.